# View from the Top
View from the Top är en amerikansk långfilm från 2003 i regi av Bruno Barreto, med Gwyneth Paltrow, Christina Applegate, Mark Ruffalo och Candice Bergen i rollerna.

## Handling
Filmen handlar om tre unga tjejer som ska på en intervju för att till slut få jobb som flygvärdinnor på ett flygbolag. Jobbet är inte lätt att få och en av tjejerna blir förälskad i en kille som gör att hon till och från funderar om hon ska välja kärleken eller karriären.

## Rollista
| Gwyneth Paltrow     | – Donna Jensen         |
| Christina Applegate | – Christine Montgomery |
| Mark Ruffalo        | – Ted Stewart          |
| Candice Bergen      | – Sally Weston         |
| Joshua Malina       | – Randy Jones          |
| Kelly Preston       | – Sherry               |
| Rob Lowe            | – Co-Pilot Steve Bench |
| Mike Myers          | – John Witney          |
| Marc Blucas         | – Tommy Boulay         |
| Stacey Dash         | – Angela Samona        |
| Jon Polito          | – Roy Roby             |